# Kerið

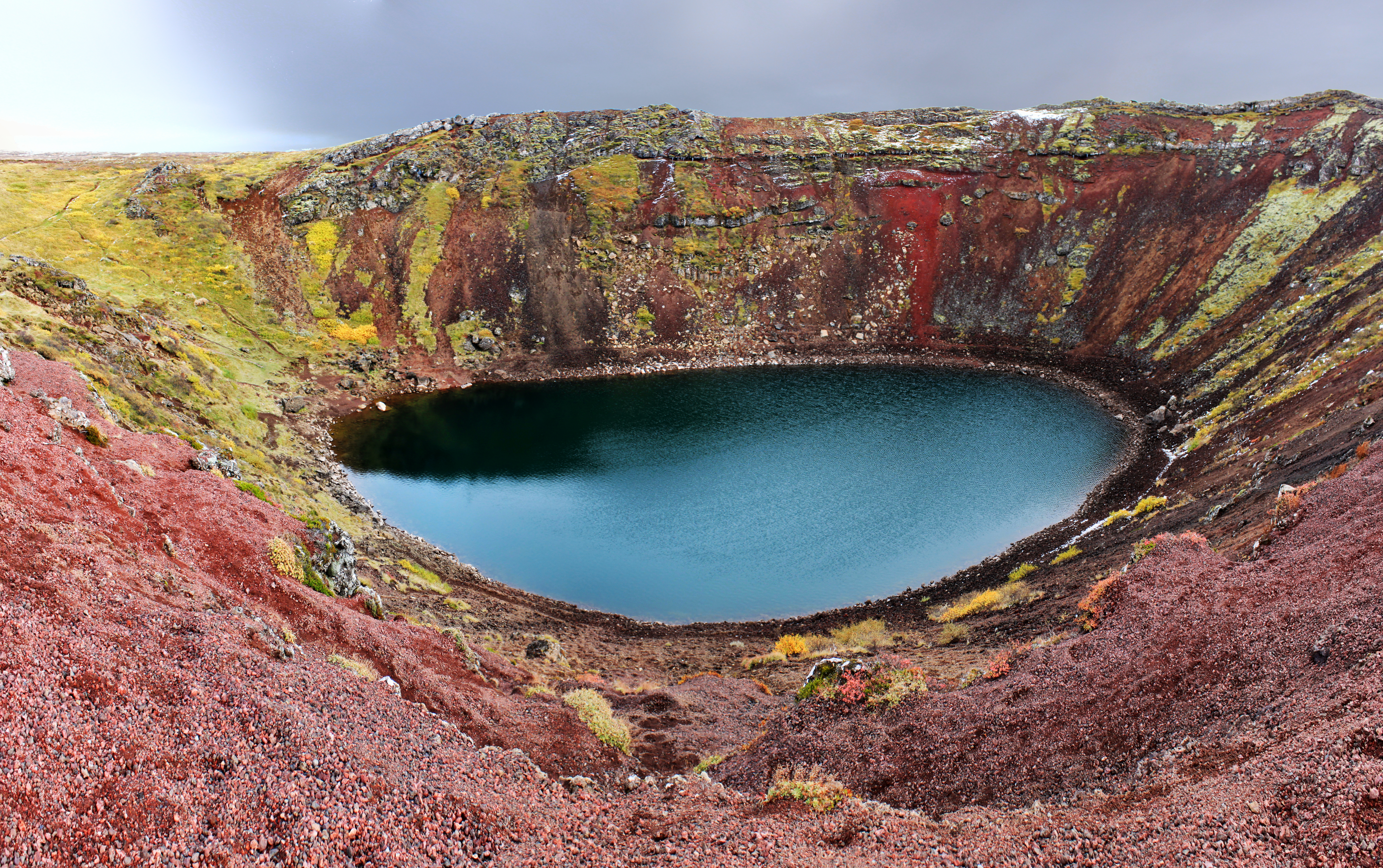
Kerið

Kerið (escrito en ocasiones como Kerith o Kerid) es un lago de cráter volcánico ubicado en el área de Grímsnes, en el sur de Islandia, en la popular ruta turística conocida como el Círculo Dorado.

## Características
Es uno de los múltiples lagos de cráter en el área, que se conoce como la Zona Volcánica Oeste de Islandia, que incluye la península Reykjanes y el glaciar Langjökull, pero es el que tiene la caldera más intacta y visualmente identificable. La caldera, de alrededor de 3000 años de antigüedad, está compuesta por roca volcánica roja (en vez de negra), como sucede con el resto de roca volcánica del área, y mide aproximadamente 55m de profundidad, 170m de ancho y 270m de largo.
Aunque la mayor parte del borde del cráter tiene una inclinación considerable y está cubierta de vegetación pequeña, una parte tiene una inclinación más leve y está cubierta de musgo, y puede ser descendida fácilmente. El lago es poco profundo (entre 7 y 14 metros, dependiendo de factores climáticos, entre otros), pero es opaco y de color aguamarina debido a los minerales del suelo.

## Galería de imágenes

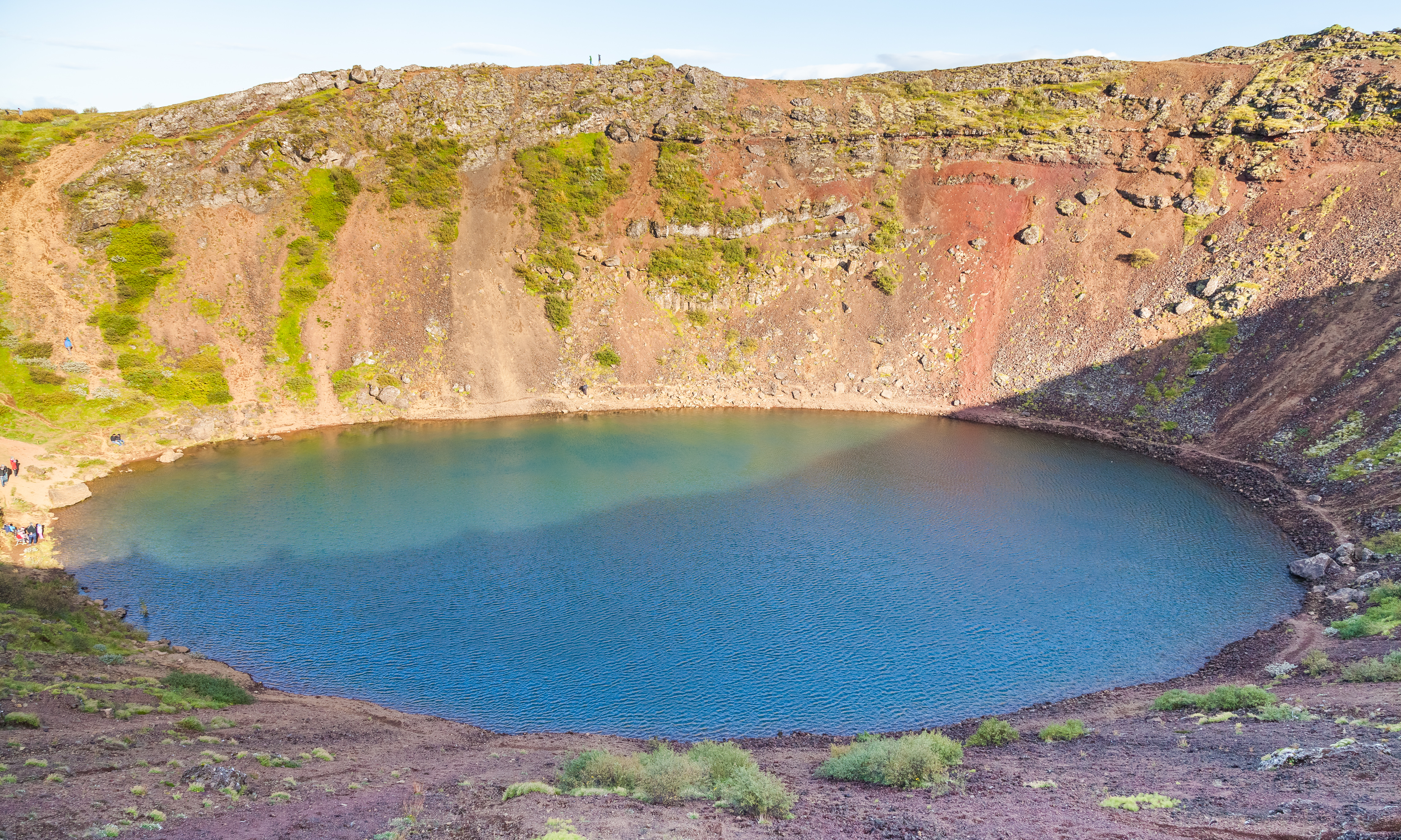
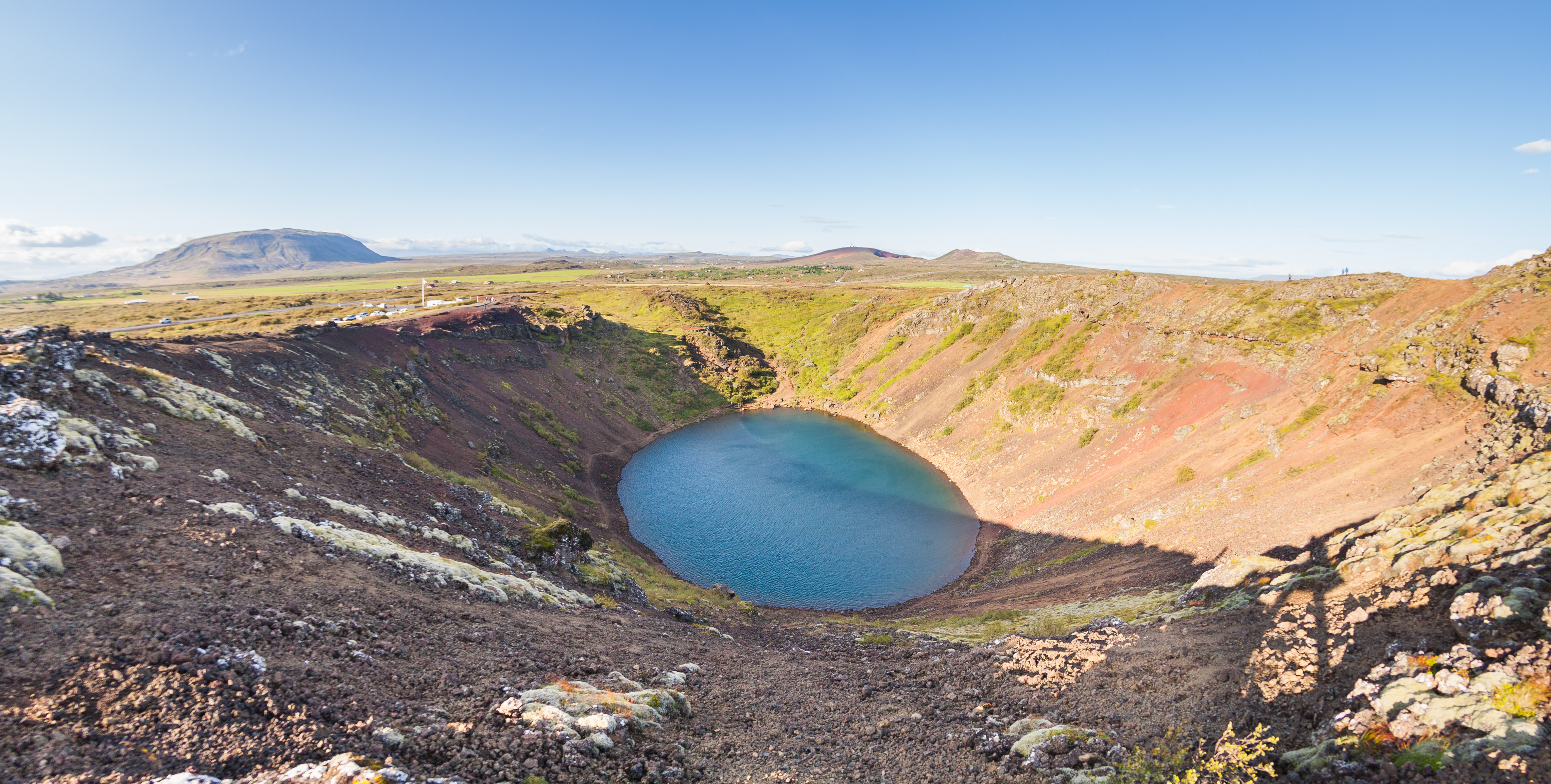
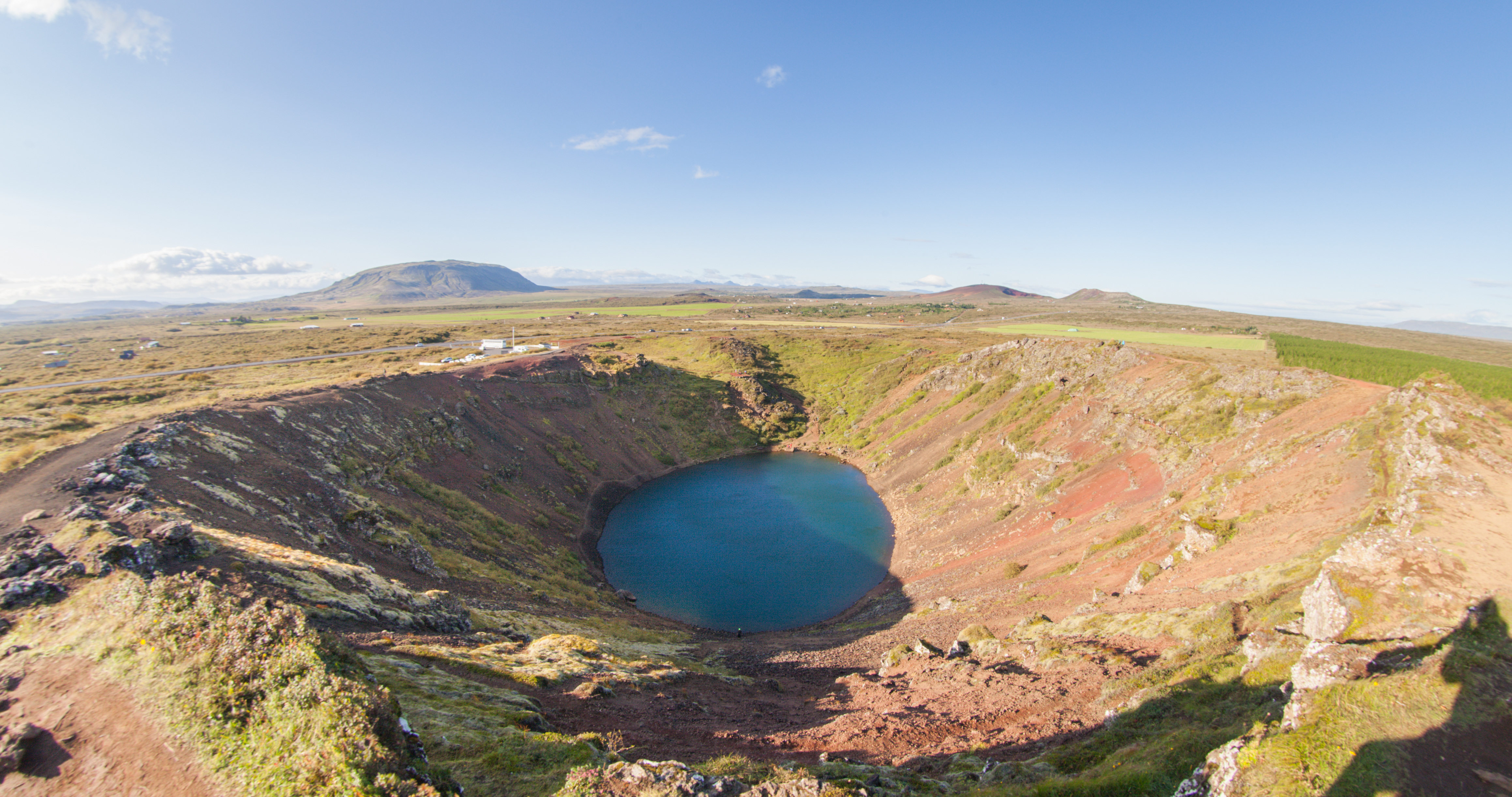
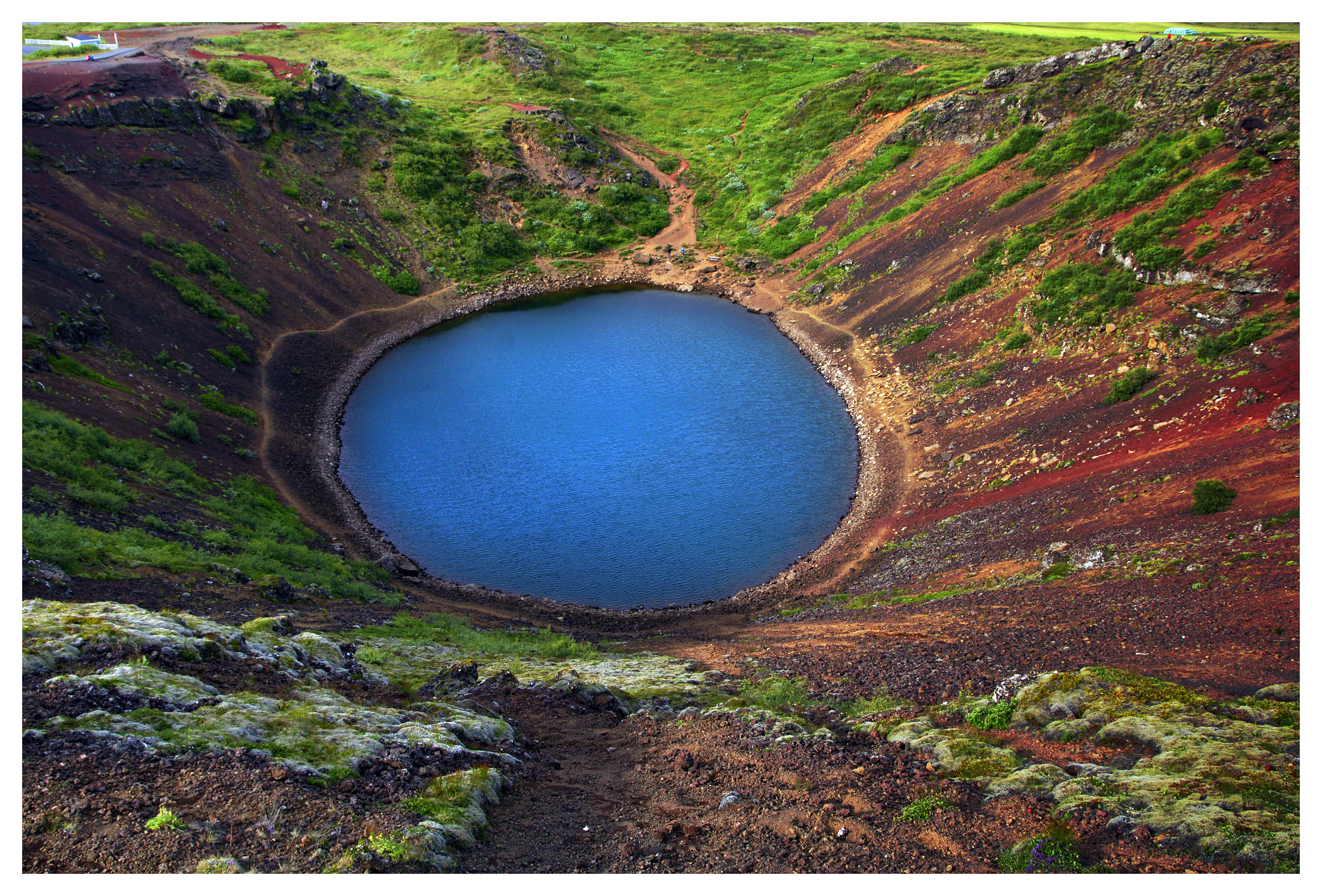
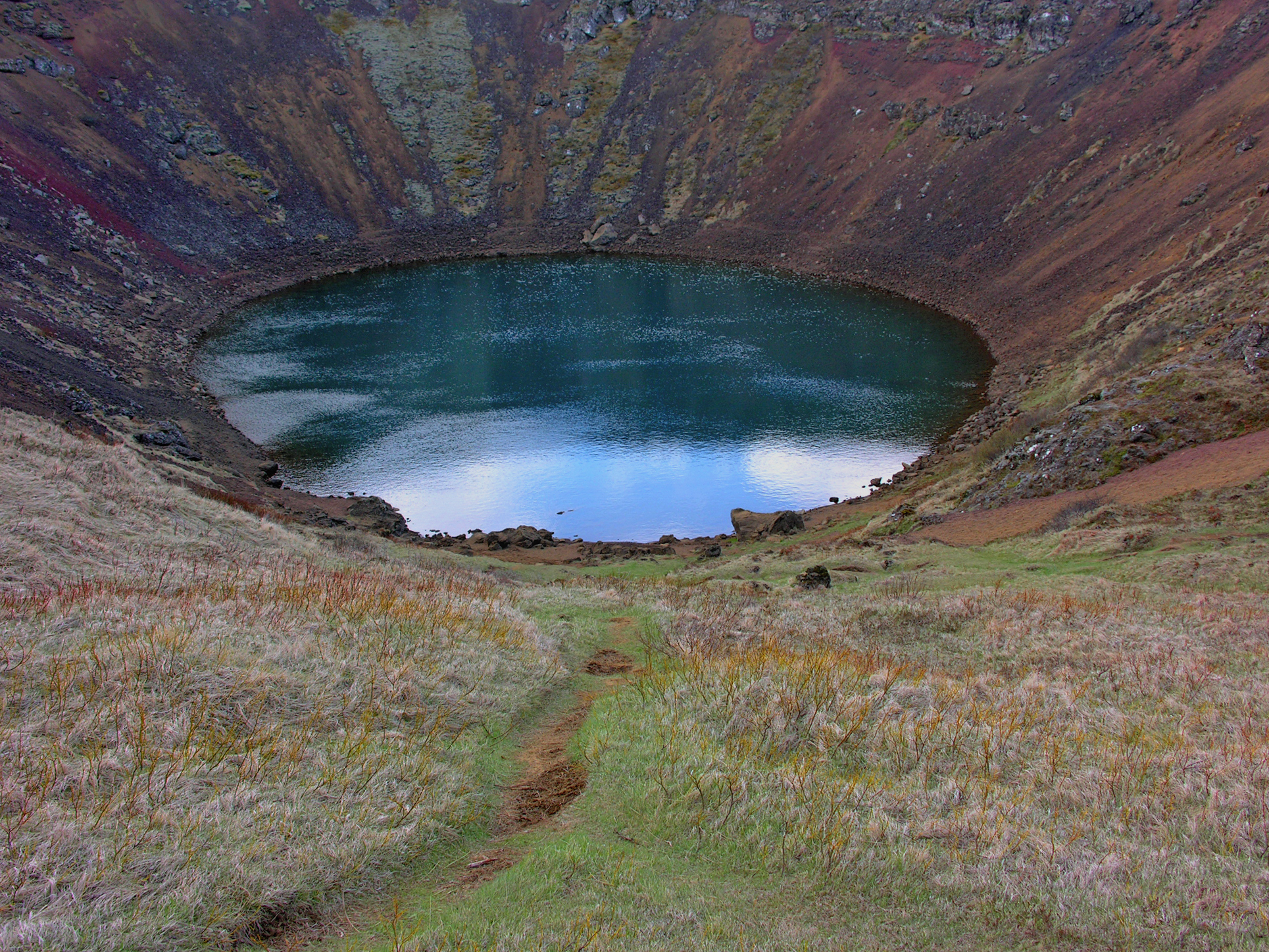
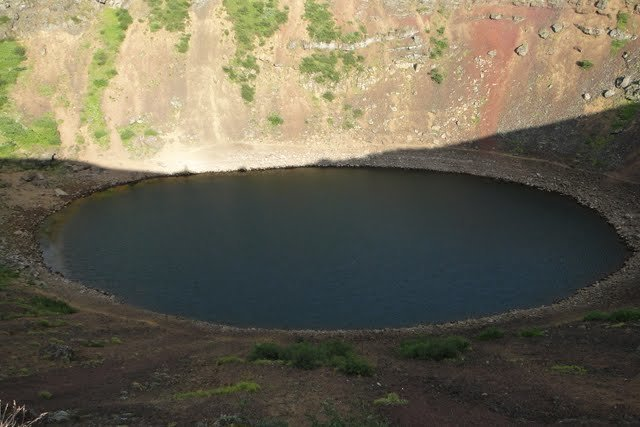